# Ricardo Zárate
Ricardo Zárate (Miraflores, Lima, 23 de mayo de 1978) es un músico, bajista, docente y director de la escuela de música Bajoestudio. Como músico de sesión ha participado en diversas grabaciones de discos, singles y jingles. Se ha dedicado desde hace más de 20 años a dar clases de bajo eléctrico en escuelas como la Escuela de Música Yamaha y actualmente en el taller de música del colegio Casuarinas, School of Rock Lima y la Escuela de Música de la Universidad Peruana De Ciencias Aplicadas. Por su trayectoria ha sido auspiciado por la empresa Audiomusica recibiendo el endorsment de las marcas Warwick y Hartke. Desde el año 2019 es artista de la marca norteamericana GHS, desde el año 2021 es endorser de la marca nacional Full Mojo Electronics y desde el 2022 de la marca Legendboard.

## Biografía

### Etapa escolar
Conoció el bajo a los 15 años, cuando su hermano mayor fue invitado a tocar en una banda para la celebración de fin de año de su colegio (San Clemente). Fue ahí donde conoció el instrumento y aprendió a tocar el bajo tan solo observando los ensayos. Todas las tardes, después de clases, practicaba lo que veía en los ensayos. En su último año en la escuela (1995), fue convocado para formar parte de una banda de exalumnos, quienes eran amigos de su hermano mayor y lo escucharon tocar el bajo. Juntos formaron la banda "Plegaria", algunos de los integrantes son músicos profesionales en la actualidad y con quienes tocaban covers de rock de bandas como Metallica, Iron Maiden, Guns N' Roses, Bon Jovi, etc. las cuales influenciaron su carrera como bajista. Su pasión por el bajo lo llevó a inscribirse en clases particulares con el bajista y productor musical Ricardo Gallardo, quien le enseñó la técnica y teoría musical aplicada al bajo durante cinco meses, luego continuó por su cuenta.

### Inicio como músico profesional
Después de terminar el colegio, siguió tocando con la banda hasta su disolución en 1996. Al año siguiente, en 1997, entró por primera vez a grabar a un estudio "Estudio Amigos Lima Perú", canciones propias del cantante de su ex banda "Plegaria", Glem Salcedo, quien se lanzó como solista ese año. A sus cortos 17 años, gracias a ese proyecto tuvo diversas presentaciones en la capital y provincias, así como algunas apariciones en la televisión peruana.
Cuando cumplió la mayoría de edad, en 1998, se inscribió en el instituto "Orson Welles", donde llevó un curso libre de técnicas de grabación, lo que le permitió trabajar en un estudio de grabación, grabando demos y maquetas de bandas que lo solicitaban. Una de ellas fue "Gritos Represión", donde no solo fue el ingeniero de sonido, sino también, su bajista.
Tiempo después fue llamado para formar parte de la banda de rock "Zarauz", con los que grabó un disco con el mismo nombre y donde entabló amistad con José Pasco, con quien grabó sus discos solistas y Gonzalo Landazuri, reconocido productor musical, con el que sigue grabando para sus producciones. Ese mismo año, fue llamado para ser parte de la banda de heavy metal "Icarus", formada por su amigo de la infancia Oscar Martin "Yito", guitarrista y compositor de la banda, con la que actualmente siguen tocando esporádicamente en conciertos y eventos.
En 1999, fue llamado para ser parte de la banda de hard rock "Gireh", la cual, ya había lanzado su primer disco. Al año siguiente, en 2000, fue llamado a su vez, para ser parte de la banda "Aliados", quienes estaban promocionando su primer disco y con los que también tuvo apariciones en televisión y shows en la capital y provincias de Perú. Al mismo tiempo era miembro de la banda del guitarrista solista Vali Cáceres, grabando las líneas de bajo en cinco temas de su primer álbum "Ciudad sin Cielo" y años más tarde, su segundo disco, "Connected" y con quien actualmente, sigue tocando en shows y eventos.

### Docencia
En el año 2000, Ricardo Zárate fue solicitado por la escuela de música "Master Music" para ejercer como docente y dictar clases de bajo. Este momento marcó el inicio de su carrera como educador de manera formal, aunque previamente había brindado enseñanzas periódicas a algunos alumnos particulares. Durante cuatro años, desempeñó el rol de profesor de bajo en dicha institución.
En 2004, Ricardo dio un paso adelante en su carrera docente al unirse como docente a la prestigiosa escuela de música "Yamaha", donde impartió clases hasta el año 2012. Durante este período, fortaleció aún más su habilidad pedagógica y su capacidad para transmitir conocimientos musicales a sus estudiantes.
En ese mismo año 2012, Ricardo Zárate asumió un nuevo desafío educativo al convertirse en docente de la Escuela de Música de la Universidad Peruana de Ciencias Aplicadas (UPC), institución a la que ha permanecido vinculado hasta la actualidad. En la UPC, tiene a su cargo la dirección del taller de bajo eléctrico y el curso de ensamble de rock, contribuyendo así a la formación musical de futuros talentos.
En 2017, su reputación como educador le valió el reconocimiento del colegio "Casuarinas", donde fue llamado para dictar el taller de bajo. Al año siguiente, en 2018, la prestigiosa cadena internacional "School of Rock" también lo convocó para sumarse como instructor de bajo y ensamblador de performance.

#### Bajoestudio
Fruto de sus años de experiencia como docente tanto en escuelas de música como en clases particulares, Ricardo Zárate decidió dar un paso más allá y fundar formalmente su propia escuela de bajo: Bajoestudio. Esta institución educativa se implementó de manera online, permitiéndole brindar clases y cursos a distancia.
Desde entonces, Bajoestudio ha sido el espacio donde comparte sus vastos conocimientos y experiencia musical con una audiencia más amplia. Su enfoque pedagógico ha ganado reconocimiento, y la escuela se ha convertido en una referencia para aquellos que buscan aprender y perfeccionar sus habilidades como bajistas.

## Carrera profesional

### Luna Hiena
El 6 de enero del 2000, se unió a Richie Rodríguez (voz), Jesús Parra (guitarrista de "Icarus", "Contracorriente") y Hans Menacho (baterista de "Zen", "M.A.S.A.C.R.E."), forma la banda de covers "Luna Hiena", con la cual reciben un reconocimiento por parte del Instituto Nacional de Cultura en 2010, en conmemoración de sus diez años de dedicación a la música. Por la banda pasaron músicos como el reconocido guitarrista internacional Charlie Parra, Renan Diaz (ex baterista de "Amén"), Ricardo Montero (ex baterista de "Índigo", "Uchpa" y "La Negra"), Gonzalo Landázuri tecladista y productor musical, Guillermo Gutarra, entre otros. Actualmente, la banda está formada por Richie Rodríguez, Manuel Honorio y Hugo Ortiz (baterista de "Libido", "Pelo Madueño" e "Inner Confusion").
En 2011, Richie Rodríguez, vocalista de la banda, audicionó en el famoso programa de televisión peruano "Yo Soy", impresionando al público con su interpretación de Robert Plant. "Luna Hiena" fue parte de este trayecto, siendo la banda que lo acompañaría a lo largo de su participación en el programa, hasta llegar a la gran final, donde Richie se alzó con el segundo puesto. Años más tarde, repetirían su participación en el programa, quedando Richie Rodríguez, nuevamente en segundo lugar.

### Inner Confusion
En el año 2005, nace la banda "Inner Confusion", una fusión de elementos de jazz, metal, funk y progresivo. Conformada por Jimmy Infante en la guitarra y composición, Hugo Ortiz en la batería y José Gaona en la voz, el grupo emprendió su camino musical. En 2010, lanzaron su primer álbum titulado "Mary's Nightmare", que les brindó la oportunidad de presentarse en diversos festivales de rock progresivo.

### Bandas soporte

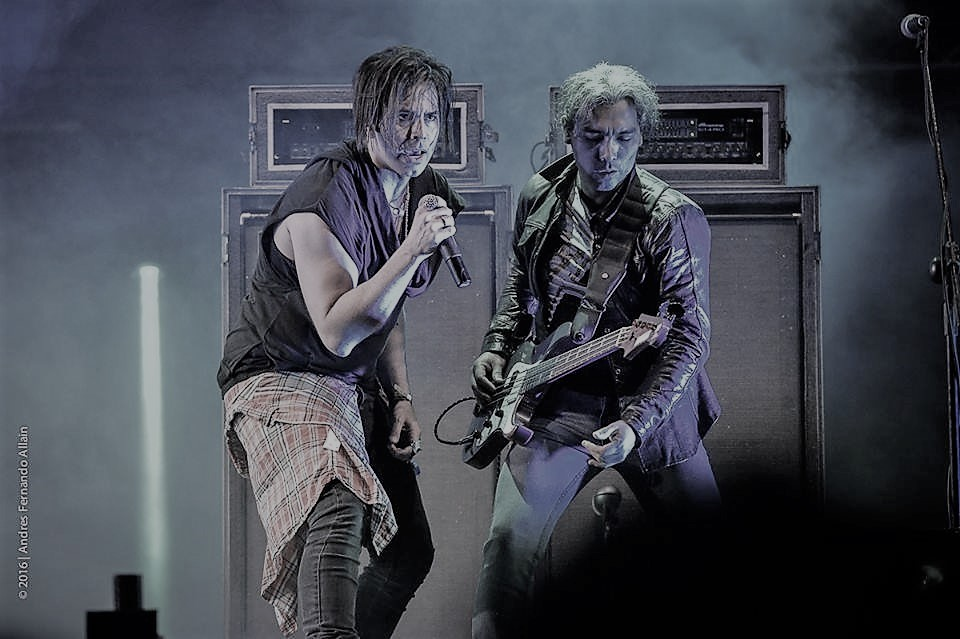
Ricardo Zárate y Jhovan en concierto en Arequipa

A lo largo de su carrera, Ricardo Zárate ha tenido el privilegio de colaborar con diversos artistas y bandas, desempeñando el papel de banda soporte en reconocidos conciertos y presentaciones. Entre estos notables músicos, destaca su colaboración con Jhovan Tomasevich, con quien grabó dos álbumes titulados "La Señal" y "Esencia Imperfecta". Estos proyectos musicales no solo les brindaron reconocimiento en la televisión peruana, sino también la oportunidad de actuar como banda soporte en conciertos de figuras como Bon Jovi, Bret Michaels, Charly García, Andrés Calamaro, entre otros. A la fecha, han lanzado tres sencillos exitosos: "Insania", "Madre" y "No Soy la Excepción".
Otro momento memorable en su carrera fue cuando, junto a la banda del guitarrista solista Vali Cáceres, tuvo el honor de abrir el concierto del virtuoso guitarrista Joe Satriani en 2006. Con la banda "Seres", quienes fueron seleccionados para abrir el show de la banda de rock estadounidense Mr. Big durante su presentación en Perú en 2011 y donde participó en la grabación de su segundo álbum titulado "La Hora Cero".
También ha sido parte de bandas soporte para agrupaciones como Skid Row, L.A.Guns y Dizzi Reed (ex tecladista de Guns N' Roses). Asimismo, formó parte de la banda que colaboró con los destacados vocalistas Ted Poley, cantante de la banda de hard rock Danger Danger, y Terry Ilous, quien ha liderado la banda XYZ.

### Conciertos y shows
En 2009, el proyecto "Tenores de Sonidos del Mundo", dirigido por la productora y presentadora de televisión Mabela Martínez, convocó a Ricardo para ser parte del mismo. En esta colaboración, compartió escenario con reconocidos cantantes nacionales como Jorge Pardo (ganador de dos gaviotas de plata en Viña del Mar), Jhovan Tomasevich (vocalista de "Zen"), Aldo Rodríguez (vocalista de "Space Bee"), y Moshe Bautista (tenor lírico). Juntos han ofrecido conciertos en diversos lugares, como el polideportivo de la PUCP y el teatro de la UPAO, entre otros. El proyecto continúa hasta la fecha, brindando presentaciones anuales en el Gran Teatro Nacional del Perú.

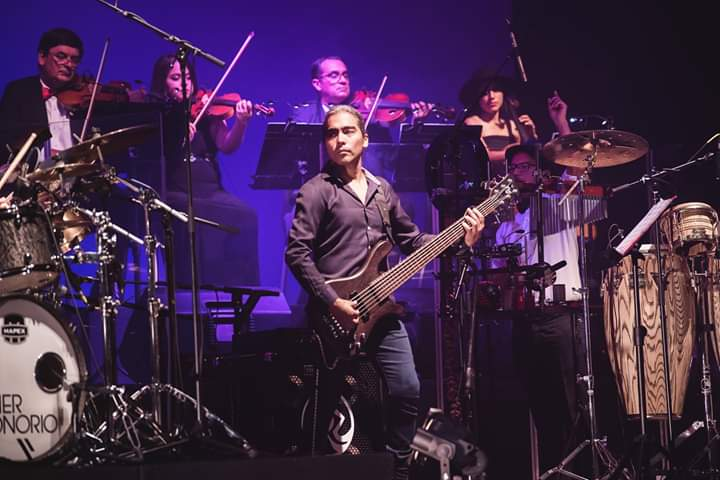
Ricardo Zárate junto a Tenores y Sopranos - Sonidos del Mundo

En 2012, debido a la reunión de la banda "Zen", Ricardo fue llamado para cubrir a Noel Marambio en algunos shows como bajista de apoyo, y ha seguido desempeñando ese rol desde entonces.
En el año 2013, se llevó a cabo el primer "Fender Day" en la ciudad de Lima, Perú, un evento de gran relevancia en la escena musical. Este evento fue organizado por la prestigiosa tienda importadora de instrumentos, Music Market, en colaboración con la icónica marca Fender. En este memorable encuentro, Ricardo Zárate asumió el rol de expositor en una clínica de bajo.
Al año siguiente, en 2014, se realizó el primer "Bass en Vivo". Este evento fue concebido gracias a la colaboración de dos renombrados bajistas peruanos, Oscar Stagnaro, reconocido maestro en Berklee, y Álvaro Sovero, destacado músico de la banda "Chaivers". El "Bass en Vivo" se erigió como un espacio de encuentro para bajistas de diversas vertientes musicales, quienes compartieron sus experiencias, estilos y técnicas en el bajo. Dentro de este evento, Ricardo Zárate asumió una vez más el rol de expositor, brindando una inspiradora clínica de bajo.
El 17 de octubre de 2015, Ricardo Zárate fue parte de la banda que participó en el concierto del reconocido tenor peruano Juan Diego Flórez, el cual tuvo lugar en el Estadio Nacional del Perú. Junto a la Orquesta Sinfónica Nacional del Perú, se unió la voz del cantante de la legendaria banda peruana "Frágil", Andrés Dulude, para tocar el clásico tema "Avenida Larco" frente a más de 30 mil personas.
El 31 de octubre de 2019, Ricardo tocó el bajo para la renombrada banda de rock nacional "Libido" en el festival de rock "Hallowinka", cubriendo el lugar del bajista Juan Pablo del Águila ("Suit Palmera", "Jet Rodeo") quien no pudo tocar esa fecha a causa de una lesión en su mano izquierda. Interpretaron temas como "En Esta Habitación", "Pero Aún sigo Viéndote", "Hembra", entre otros.
Después de finalizar su gira por Sudamérica, en mayo y agosto de 2022, Eric Martin, cantante de la banda de rock estadounidense "Mr. Big", realizó un show privado y tocó en el rock bar "Sargento Pimienta" situado en el distrito limeño de Barranco. En dicho concierto, Ricardo tuvo la oportunidad de tocar el bajo interpretando temas como "To Be With You", "Wild World", "Just Take My Heart", entre otros. Además, en este mismo concierto, Gilby Clarke, ex guitarrista de "Guns 'N Roses", se presentó y Ricardo también fue su bajista.
En 2022, la banda de rock en quechua "Uchpa" llamó a Ricardo para cubrir a Miguel Tuesta ("M.A.S.A.C.R.E.", "Glammers") en algunos shows, desempeñando su rol como bajista de apoyo hasta la fecha.
En marzo de 2023, Ricardo fue nuevamente convocado para tocar junto a la legendaria banda de rock nacional "RIO", llevando a cabo una emocionante gira a nivel nacional, donde interpretaron temas como "Lo Peor de Todo", "La Universidad", "Contéstame", "Todo Estaba Bien", entre otros. Además de participar en shows tanto en la capital como en provincias del Perú, han compartido su música en eventos, conciertos y festivales, como "Reactívate", deleitando a miles de personas durante el trayecto.

### Conciertos internacionales
En julio de 2023, Ricardo fue invitado a formar parte de la banda de la reconocida soprano peruana Sylvia Falcón. Juntos se presentaron en un emocionante espectáculo en el Teatro Mayor de Colombia, en la ciudad de Bogotá. Durante la velada, interpretaron canciones emblemáticas como ‘El cóndor pasa’ y ‘Vírgenes del sol’, así como un segmento en homenaje a la gran cantante peruana Yma Sumac. Además, presentaron composiciones propias que evocan el sentir de los andes peruanos, acompañados del sonido tradicional andino de waynos, wayllachas y arawis.

## Endorsements
En 2014, la afamada tienda importadora de instrumentos musicales, Music Market, se unió a Ricardo para auspiciarlo con la icónica marca Fender. Esta colaboración permitió la promoción de la línea Dimension de Fender, y como resultado, Ricardo recibió el modelo Fender American Deluxe Dimension Bass V HH. Esta asociación no solo le otorgó un instrumento de alto nivel, sino que también consolidó su presencia en la escena musical.
En 2018, la franquicia importadora de instrumentos musicales Audiomusica respaldó a Ricardo Zárate con dos marcas de renombre. Por un lado, Warwick, la marca alemana conocida por su calidad y artesanía excepcionales, le proporcionó el icónico modelo Streamer LX. Por otro lado, la marca Hartke se sumó a la colaboración, ofreciendo el cabezal LH1000 y el gabinete HD410. Estos equipos amplificaron la potencia y el sonido de Ricardo en sus presentaciones en vivo y grabaciones.
En 2020, recibió el valioso auspicio de la reconocida marca GHS Strings. Esta alianza no solo respalda su excelencia como bajista, sino que también realza la calidad de su música con cuerdas de alto calibre.
En 2022, expandió aún más su repertorio de colaboraciones exitosas al asociarse con dos marcas innovadoras. La marca Full Mojo Electronics con los pedales Abisal Chorus y Funkifier Envelope Filter y, a partir del mismo año, la marca Legendboard, contribuyeron al desarrollo de su sonido único y a la exploración de nuevos horizontes musicales.

## Entrevistas

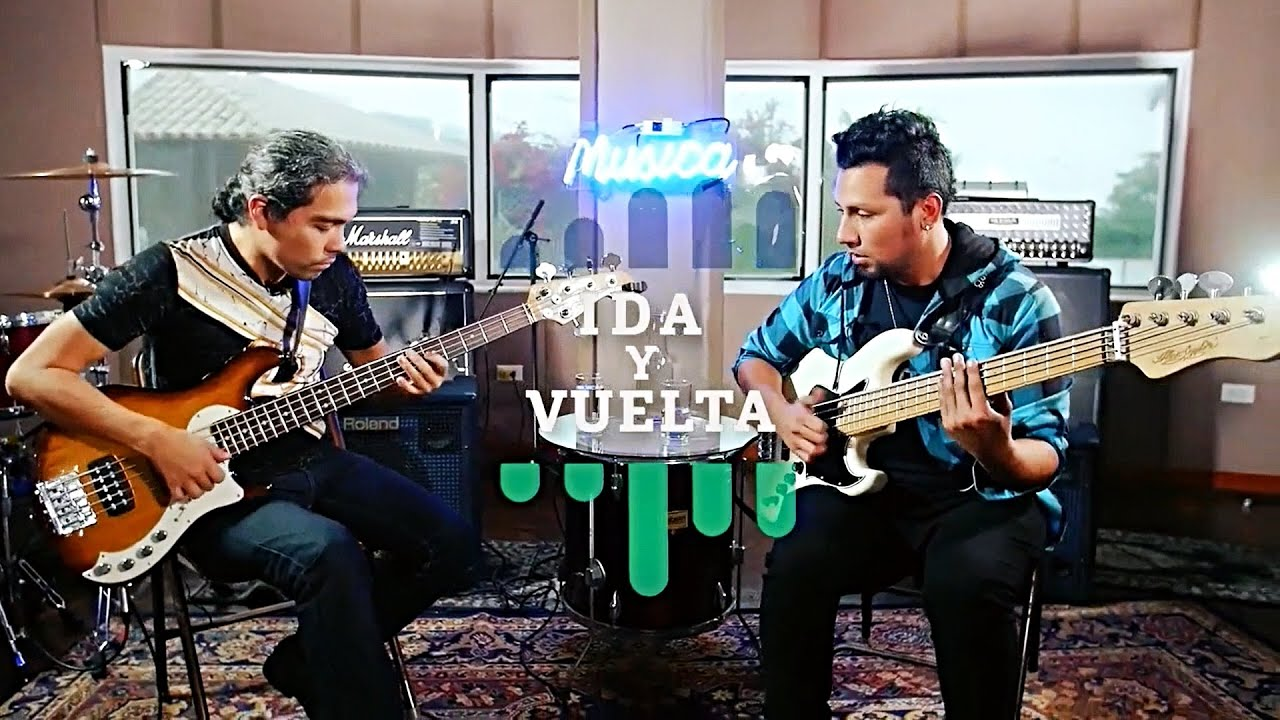
Ricardo Zárate en el programa "Ida y Vuelta" en Movistar Música

### Televisivas
En el año 2016, Ricardo se convirtió en el protagonista de una entrevista dirigida por el bajista Joan Cachay en el programa "Ida y Vuelta", presentado en el canal peruano de televisión Movistar Música. Durante esta entrevista, se adentraron en una serie de temas, explorando su viaje musical desde sus inicios hasta el presente. Entre risas y recuerdos, compartió sus inspiraciones y las experiencias que han forjado su carrera profesional. Mientras desvelaba intrigantes anécdotas que han moldeado su trayectoria, Ricardo también desplegó una exhibición de líneas y ritmos en el bajo.

### Presenciales
En el año 2019, el renombrado guitarrista peruano Charlie Parra invitó a Ricardo a su programa "Aprendiendo de los Maestros". Este programa reúne a artistas de la escena nacional, veteranos de la música con una gran trayectoria, dispuestos a compartir sus conocimientos y técnicas con la audiencia. Ricardo reveló su distintiva técnica del tapping en el bajo. Así como, su estilo característico de slap, con un giro sorprendente: cómo puede aplicarse también en la guitarra eléctrica. La entrevista no solo fue un festín musical, sino también un viaje nostálgico a través del tiempo, compartieron sus experiencias y recuerdos de sus días como jóvenes músicos. Ricardo también compartió un consejo valioso que solo alguien con sus años de experiencia en el mundo de la música podía brindar.
En el año 2023, el enérgico Juancho Shampa desató una fascinante conversación con Ricardo en el espacio íntimo de su propio estudio. Esta entrevista se convirtió en una exploración sin filtros que desvela verdades detrás del telón de los escenarios. Los estigmas y las percepciones erróneas que a veces rodean a los bajistas fueron desterrados con valentía en esta charla franca. Ricardo, desmanteló mitos y compartió su experiencia personal. Hablaron de los comentarios del público, fanáticos y detractores. Se exploró la realidad de tocar en vivo, las maratones de ensayos y los desafíos que los músicos enfrentan tras bambalinas.

### En línea
En setiembre del 2020, el virtuoso guitarrista Vali Cáceres, invitó a Ricardo, a su programa en vivo "Los Caminos de la Música", un recorrido cautivador que duró más de una hora y que capturó la esencia de la vida de un músico contemporáneo. Abarcaron temas desde los orígenes familiares de la pasión musical de Ricardo hasta su evolución en el mundo musical actual, tanto en su formación musical como en sus inspiraciones. Ricardo no solo compartió sus experiencias, sino que también reveló los misterios detrás de su papel como profesor de música en la universidad y su propia escuela, Bajoestudio. El camino para equilibrar su papel como músico de sesión, intérprete en vivo y educador fue también comparado con su vida cotidiana.
En octubre de ese año, el prodigioso guitarrista Ricardo Méndez ("Difonia", "Contracorriente") lo entrevistó para su programa en vivo "Backline". En este fascinante encuentro, Méndez lidera la charla a través de diferentes temas que van desde la técnica musical hasta el equipamiento utilizado en shows y sesiones. En esta entrevista de más de una hora, Ricardo Zárate comparte los secretos detrás de su propio sonido, los matices de sus experiencias y las personas y situaciones que forjaron su sonido y carrera musical.
En el año 2021, Daniel Estrada condujo una entrevista con Ricardo en su programa "Influencia Positiva". Esta conversación exploró la vida personal y su relación con el arte. La charla profundizó en las raíces de la pasión musical de Ricardo y la influencia de su familia quien lo llevó hacia su camino como músico. Además, habla sobre su vida familiar y cómo la relación con su esposa e hijos se entrelaza con la música. Ricardo y Daniel comparten consejos a través de lo comentado, ofreciendo una guía hacia la excelencia, no solo como músico, sino también como persona.

## Artistas y bandas
Estas son algunos de los artistas y bandas con las que Ricardo Zárate ha tocado en vivo para shows, eventos, festivales o apariciones en la televisión peruana:

### Artistas Nacionales
- Adalí Montero
- Aldo Rodríguez
- Andrés Dulude
- Charlie Parra
- Daniela Saettone
- Daniela Zambrano
- Glem
- Jorge Pardo
- Jhovan Tomasevich
- José Pasco
- Juan Diego Florez
- Nina Mutal
- Pepe Gonzales
- Sylvia Falcón
- Toño Jauregui
- Vali Cáceres

### Artistas Internacionales

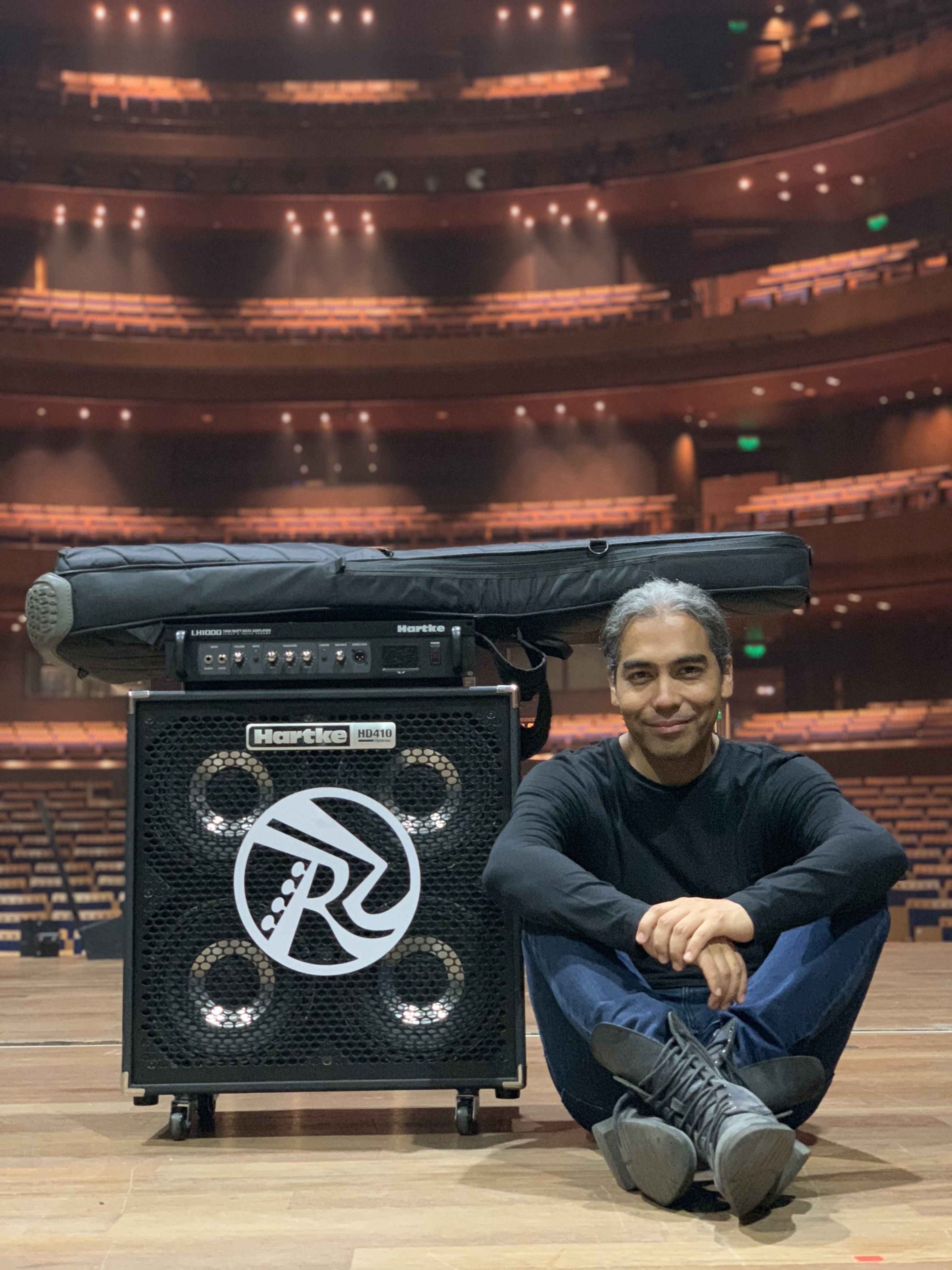
Ricardo Zárate en el Gran Teatro Nacional del Perú

- Eric Martin (Mr. Big)
- Gilby Clarke (Guns N' Roses)
- Joe Lesté (Bang Tango)
- Mark Slaughter (Slaughter)
- Mario Ian (Rata Blanca)
- Miljenko Matijevic (Steelheart)
- Phil Lewis (L.A. Guns)
- Ted Poley (Danger Danger)
- Terry Ilous (XYZ)

### Bandas
- Aliados
- Difonía
- Glenny Power Trio
- Libido
- Mauser
- RIO
- Space Bee
- Tenores – Sonidos del Mundo
- Uchpa
- Zen

### Bandas propias
- Icarus
- Inner Confusion
- Zarauz

## Discografía
Como bajista de sesión, ha grabado para una amplia variedad de artistas y grupos nacionales e internacionales, así como también ha grabado con sus propias bandas.

### Álbumes
| Año  | Título                 | Artista          | Canciones |
| ---- | ---------------------- | ---------------- | --------- |
| 1996 | En Mi Soledad          | Glem             |           |
| 2002 | Gritos Represión       | Gritos Represión | 7         |
| 2004 | Glemology              | Glem             |           |
| 2007 | Plop!                  | José Pasco       | 19        |
| 2009 | Muriendo Por Ti        | Glem             |           |
| 2009 | La Señal               | Jhovan           | 13        |
| 2010 | Lady Qwam              | Natali Jimenez   | 11        |
| 2011 | Esencia Imperfecta     | Jhovan           | 13        |
| 2013 | Caoba Edición Especial | Caoba            | 10        |
| 2015 | Ciudad Sin Cielo       | Vali Cáceres     | 6         |
| 2015 | Hecho en Perú          | Seres            | 6         |
| 2015 | Mary's Nightmare       | Inner Confusion  | 9         |
| 2016 | Chamo Cartagena        | Revolución       |           |
| 2016 | Mágico y Real          | Diva Noire       | 11        |
| 2017 | Connected              | Vali Cáceres     | 5         |
| 2018 | Rojopuro               | José Pasco       | 10        |
| 2019 | Mil Canciones          | Gaona            | 10        |
| 2019 | Cuarteles de Inviernos | José Pasco       | 11        |

### Singles
| Año  | Título                     | Artista               |
| ---- | -------------------------- | --------------------- |
| 2016 | Una razón de vivir         | Gustavo Ratto         |
| 2017 | Malos sueños               | Nailea                |
| 2018 | Verde                      | The Joy Way           |
| 2018 | No Es Un Poema             | Elimoris              |
| 2018 | Sé Que Todo Ha Acabado Ya  | Daniel Flores         |
| 2020 | Prisma                     | Carlos Rodriguez      |
| 2020 | Gracias por Ser Mi Padre   | Daniela Zambrano      |
| 2020 | Imposible                  | Diego Marr            |
| 2020 | Ansiedad                   | Roxie                 |
| 2020 | Esclavo                    | El Syd                |
| 2020 | Pólvora en Tus Manos       | El Syd                |
| 2020 | Cantar en el Vaivén        | Andrés Blem           |
| 2020 | Los Grises                 | Jonatan Angles        |
| 2021 | Empieza a Volar            | Jonatan Angles        |
| 2021 | Me Gusta Todo de Ti        | Jonatan Angles        |
| 2021 | Te Vas                     | Jonatan Angles        |
| 2021 | Luna Sumergida             | José Pasco            |
| 2021 | Machu Picchu               | Sylvia Falcón         |
| 2021 | Mito de Amor               | Sylvia Falcón         |
| 2021 | Sunset Fighter             | Knuckles Revenge      |
| 2021 | Pajarillo                  | Vali Cáceres          |
| 2021 | Frialdad                   | Sandro Coello         |
| 2021 | Todo Nace y Muere en Abril | Diego Chávez          |
| 2022 | Illusion                   | Carlos Rodriguez      |
| 2022 | Borrar Lo Que Pasó         | Diego Marr            |
| 2022 | Insania                    | Jhovan                |
| 2022 | Madre                      | Jhovan                |
| 2022 | No Soy la Excepción        | Jhovan                |
| 2022 | La Noche Serás Tú          | Jonatan Angles        |
| 2022 | Ojos Marrones - Cover      | Jonatan Angles        |
| 2022 | No Puedo Olvidarte         | Gaona                 |
| 2023 | Lejos de Ti                | Gaona, Jonatan Angles |
| 2023 | Tu Voz                     | Moncho Calderón       |

### Canciones
| Año  | Título                                                                 | Artista       | Del álbum              |
| ---- | ---------------------------------------------------------------------- | ------------- | ---------------------- |
| 2017 | Nunca Más                                                              | Roxie         | Situaciones Invisibles |
| 2020 | Glenny Boy                                                             | Glenny        | Copulación Alienígena  |
| 2021 | Uno y Uno Es Amar (Banda Sonora Original de la Serie "La Otra Orilla") | Pepe Gonzalez | Uno y Uno Es Amar      |
| 2023 | En Tus Ojos Veo el Mar                                                 | El Syd        | lv                     |
| 2023 | Lluvia de Cenizas                                                      | El Syd        | lv                     |